# Jean-Pierre Mifsud Triganza
Jean-Pierre Mifsud Triganza (Msida, 20 novembre 1981) è un calciatore maltese, attaccante del Msida Saint-Joseph.

## Carriera

### Club
Ha giocato nella massima serie del campionato maltese con varie squadre.

### Nazionale
Con la nazionale maltese ha esordito nel 2008.

## Palmarès

### Club

#### Competizioni nazionali
- Supercoppa di Malta: 4

Birkirkara: 2004, 2005, 2006, 2013
- Coppa di Malta: 2

Birkirkara: 2004-2005, 2007-2008
- Campionato maltese: 2

Birkirkara: 2005-2006, 2012-2013